# Zespół Joubert
Zespół Joubert (zespół Joubert-Boltshausera, zespół móżdżkowo-oczno-nerkowy, ang. Joubert syndrome, cerebellooculorenal syndrome) – klinicznie i genetycznie zróżnicowany zespół wad wrodzonych, charakteryzujący się hipoplazją robaka móżdżku, typowym obrazem w badaniach neuroradiologicznych i objawami klinicznymi, w tym zaburzeniami oddechowymi i opóźnieniem umysłowym. Inne cechy spotykane także u pacjentów z zespołem Joubert to dystrofia siatkówki i malformacje nerek. 
Nazwa zespołu pochodzi od kanadyjskiej naukowczyni, neurolożki dziecięcej Marie Joubert, która pracowała w Montrealu, w Montreal Neurological Institute i w McGill University i opisała rodzinne występowanie tego zespołu.
De Haene w roku 1955 przedstawił w swojej pracy zebrane w literaturze 4 przypadki całkowitej i 7 częściowej agenezji robaka móżdżku oraz doniesienie o rodzinnym wystąpieniu wady u trzech braci. Joubert i wsp. w 1969 roku opublikowali opis przypadku czterech spokrewnionych chorych. Boltshauser i Isler w 1977 roku zasugerowali wyodrębnienie nowego zespołu wad.

## Typy
Wyróżnia się co najmniej siedem typów zespołu Joubert:
- JBTS1 spowodowany mutacjami w genie JBTS1
- JBTS2 spowodowany mutacjami w genie JBTS2
- JBTS3 spowodowany mutacjami w genie AHI1
- JBTS4 spowodowany mutacjami w genie NPHP1
- JBTS5 spowodowany mutacjami w genie CEP290
- JBTS6 spowodowany mutacjami w genie TMEM67
- JBTS7 spowodowany mutacjami w genie RPGRIP1L